# Kos
 Ovo je glavno značenje pojma Kos. Za druga značenja pogledajte Kos (razdvojba).
Kos (lat. Turdus merula) je ptica iz porodice Turdidae, reda vrapčarki.

## Prehrambene navike
Kos je svežder koji se uglavnom hrani kukcima, a dopunjava prehranu i orasima, sjemenkama itd.

## Stanište
Živi uz šumarke, na livadama, u gradovima itd. Može se susresti u mnogim dijelovima Europe te u nekim dijelovima Afrike, Azije i Australije.

## Razmnožavanje
Mužjak se većinom pari sa ženkom u kasnom ožujku. Kosovo gnijezdo je napravljeno od biljaka i grančica. Na gnijezdu sjedi ženka i grije jaja oko dva tjedna. Snese većinom od 4-6 jaja plavkaste boje promjera oko 5 cm. Iz jaja se kasnije izlegu ptići koji su sivkasti i veliki oko 10 cm. Pomoću svoga velikog kljuna kljucaju hranu koju im donesu roditelji.

## Drugi projekti
|  | Zajednički poslužitelj ima stranicu o temi Kos |
|  | Wikivrste imaju podatke o taksonu Kosu         |